# Прасолов, Владимир Сергеевич
Владимир Сергеевич Прасолов (род. 23 ноября 1945) — советский и российский биохимик, доктор биологических наук, профессор, член-корреспондент РАН (2022).

## Биография
Родился 23 ноября 1945 года.
Имеет звание доктора биологических наук и профессора. Преподаёт в Институте молекулярной биологии имени В. А. Энгельгардта РАН, где является заведующим лабораторией биологии клетки, а также в Московском физико-техническом институте. В 2022 году стал членом-корреспондентом РАН.
За годы своей научной деятельности принимал участие во многих экспедициях как на территории России, так и за рубежом.

## Научная деятельность
Владимир Сергеевич Прасолов ведёт научную деятельность в области онкогенов и молекулярных маркеров эволюции. Занимается созданием эффективных ретровирусных систем переноса и экспрессии генов в клетках животных и человека и применением их для фундаментальных исследований и для получения клеток-продуцентов биологически-активных белков, а также разработкой оригинальных вычислительных методов для определения рисков течения онкозаболеваний и предсказания эффективности действия противораковых препаратов.

## Награды
- Медаль ордена «За заслуги перед Отечеством» II степени (5 февраля 2024) — за большой вклад в развитие отечественной науки, многолетнюю плодотворную деятельность и в связи с 300-летием со дня основания Российской академии наук[2]